# Erebochlora albocentrata
Erebochlora albocentrata là một loài bướm đêm trong họ Geometridae.